# Бекале, Христ
Христ Джуниор-Рэй Энеме Бекале (фр. Christ Junior-Ray Eneme Bekale; род. 20 марта 1999, Либревиль, Габон) — габонский футболист, полузащитник клуба «Эль-Гуна».

## Карьера

### Начало карьеры
Футбольную карьеру начал в габонском клубе «Либревиль». В сентябре 2018 года футболист перешёл в тунисский клуб «Митлави». Дебютировал за клуб 6 октября 2018 года в Профессиональной Лиге 1 против клуба «Габес». Затем футболист стал одним из ключевых игроков клуба. В январе 2020 года сменил клубную прописку и перешёл в тунисский клуб «Бизертин», за который по итогу провёл лишь 3 матча. Также являлся игроком клуба «Татавин» и ливийского «Альмахалла», из которого затем в сентябре 2022 года вернулся в чемпионат Туниса и стал выступать за клуб «Сиди-Бу-Зид». Свой дебютный гол за клуб забил 16 октября 2022 года в матче против клуба «Режиш».

### «Шериф»
В феврале 2023 года футболист перешёл в тираспольский «Шериф». Контракт с футболистом был заключён до конца 2025 года. Дебютировал за клуб 4 марта 2023 года в матче Кубка Молдавии против клуба «Дачия Буюкань», отличившись дебютной результативной передачей. Дебютный матч в молдавской Суперлиге сыграл 13 марта 2023 года в матче против клуба «Бэлць». Вместе с клубом стал победителем молдавской Суперлиги. Также вместе с клубом стал обладателем Кубка Молдовы, в финале 28 мая 2023 года в серии пенальти обыграв клуб «Бэлць». В июле 2023 года покинул молдавский клуб.

### «Эль-Гуна»
В августе 2023 года футболист стал игроком египетского клуба «Фьючер», за который по итогу так и не дебютировал. В январе 2024 года футболист на правах свободного агента перешёл в египетский клуб «Эль-Гуна». Дебютировал за клуб футболист 31 января 2024 года в четвертьфинальном матче Кубка египетской лиги против клуба «Тала Аль Гаиш», выйдя на поле в стартовом составе. Дебютный матч в чемпионате футболист сыграл 26 февраля 2024 года против клуба «Исмаили», выйдя на замену на 87 минуте.

## Международная карьера
В 2018 года выступал за молодёжную сборную Габона до 20 лет.

## Достижения
«Шериф»
- Чемпион Молдавии: 2022/23
- Обладатель Кубка Молдавии: 2022/23